# Clinohumita
La clinohumita és un mineral de la classe dels silicats, que pertany al grup de la humita. Va rebre el seu nom al segle xix per Alfred Des Cloizeaux en al·lusió a la seva estructura cristal·lina monoclínica i per la seva relació amb la humita.

## Característiques
La clinohumita és un silicat de fórmula química Mg9(SiO₄)₄F₂. Cristal·litza en el sistema monoclínic. La seva duresa a l'escala de Mohs és 6. És l'anàleg amb fluor de l'hidroxilclinohumita, i pot ésser confosa amb la condrodita.
Segons la classificació de Nickel-Strunz, la clinohumita pertany a «9.AF - Nesosilicats amb anions addicionals; cations en [4], [5] i/o només coordinació [6]» juntament amb els següents minerals: sil·limanita, andalucita, kanonaïta, cianita, mullita, krieselita, boromullita, yoderita, magnesiostaurolita, estaurolita, zincostaurolita, topazi, norbergita, al·leghanyita, condrodita, reinhardbraunsita, kumtyubeïta, hidroxilcondrodita, humita, manganhumita, sonolita, hidroxilclinohumita, leucofenicita, ribbeïta, jerrygibbsita, franciscanita, örebroïta, welinita, el·lenbergerita, sismondita, magnesiocloritoide, ottrelita, poldervaartita i olmiïta.

## Formació i jaciments
Va ser descoberta al mont Somma, al complex volcànic Somma-Vesuvi, a dins de la província de Nàpols (Campània, Itàlia). La clinohumita es troba àmpliament distribuïda per tot el planeta. Als territoris de parla catalana únicament ha estat trobada a les mines de Costabona, a Prats de Molló-la Presta (Pirineus Orientals).